# Notodontidae
I  Notodontidi (Notodontidae Stephens, 1829) sono una famiglia cosmopolita di lepidotteri, appartenente alla superfamiglia Noctuoidea.

## Tassonomia
La famiglia è suddivisa in tredici sottofamiglie, sei delle quali sono presenti anche in Europa. Le sottofamiglie Thaumetopoeinae e Dioptinae sono considerate famiglie valide da alcuni autori.
Sottofamiglia Dudusinae
Generi: Cargida - Cerasana - Crinodes - Dudusa - Euhampsonia - Gangarides - Gangaridopsis - Goacampa - Leucolopha - Megashachia - Netria - Neotarsolepis - Poncetia - Scrancia - Stigmatophorina - Tarsolepis - Zaranga
Sottofamiglia Platychasmatinae
Generi: Cyphanta - Platychasma
Sottofamiglia Biretinae
Generi:Ambadra - Archigargetta - Armiana - Baradesa - Besaia - Besida - Bireta - Blakeia - Brykia - Changea - Eushachia - Gargetta - Honveda - Hunyada - Hypambadra - Hyperaeschra - Liccana - Niganda - Odnarda - Periergos - Phycidopsis - Porsica - Pydnella - Ramesa - Saliocleta - Stictogargetta - Tensha - Togaritensha - Torigea - Turnaca
Sottofamiglia Stauropinae
Generi: Acmeshachia - Antiphalera - Benbowia - Betashachia - : Cerura - Cnethodonta - Dicranura - Egonociades - Fentonia - Formofentonia - Franzdaniela - Furcula - Fusadonta - Harpyia - Hemifentonia - Liparopsis - Miostauropus - Neoharpyia - Neopheosia - Oxoia - Palaeostauropus - Pantanopsis - Parachadisra - Parasinga - Pseudohoplitis - Rachia - Shachia - Somera - Stauroplitis - Stauropus - Syntypistis - Teleclita - Uropyia - Vaneeckeia - Wilemanus
Sottofamiglia Notodontinae
Generi: Chadisra - Cleapa - Drymonia - Ellida - Homocentridia - Hupodonta - Leucodonta - Lophocosma - Melagonina - Mesophalera - Metriaeschra - Mimesisomera - Neodrymonia - Nephodonta - Nerice - Norracoides - Notodonta - Odontosiana - Paradrymonia - Paranerice - Peridea - Periphalera - Peroara - Pheosia - Pheosiopsis -  Pseudofentonia - Pseudosomera -  Pseudostauropus - Rachiades - Semidonta - Shaka
Sottofamiglia Ptilodoninae
Generi: Allodonta - Allodontoides - Epinotodonta - Epodonta - Hagapteryx - Hexafrenum - Higena - Himeropteryx - Hiradonta - Hyperaeschrella - Jurivalentinia - Lophontosia - Megaceramis - Microphalera - Odontosia - Odontosina - Pterostoma - Ptilodon - Ptilodontosia - Ptilophora - Spatalina - Togepteryx
Sottofamiglia Phalerinae
Generi: Datana - Phalera -  Phalerodonta - Snellenita
Sottofamiglia Pygaerinae
Generi: Allata - Caschara - Clostera - Coscodaca - Ginshachia - Gluphisia - Gonoclostera - Metaschalis - Micromelalopha - Pterotes - Pygaera - Rhegmatophila - Rosama - Spatalia
Sottofamiglia Nystaleinae
Generi: Dasylophia - Didugua - Elasmia - Elymiotis - Hippia - Notela - Nystalea -Pentobesa - Strophocerus - Symmerista
Sottofamiglia Heterocampinae
Generi: Boriza - Disphragis - Goodgeria - Heterocampa - Malocampa - Rhuda - Rifargia - Schizura - Sericochroa
Sottofamiglia Hemiceratinae
Generi: Hemiceras
Sottofamiglia Thaumetopoeinae
Generi: Adrallia - Aglaosoma - Anaphe - Arctiomorpha - Axiocleta - Coenostegia - Cynosarga - Diceratucha - Epanaphe - Epicoma - Epicomana - Gazalina - Helianthocampa - Hypsoides - Lomatosticha - Marane - Mesodrepta - Nesanaphe - Nycteropa - Ochrogaster - Oligoclona - Oxymetopa - Paradrallia - Pseudohypsoides - Sthenadelpha - Tanystola - Teara - Tearina - Thaumetopoea - Themerastis - Traumatocampa - Trichiocercus - Zastonia
Sottofamiglia Dioptinae
Generi: Adelphoneura - Anatolis - Anticoreura - Authyala - Brachyglene - Cacolyces - Campylona - Ceraeotricha - Clastognatha - Cleptophasia - Cyanotricha - Cymopsis - Dialephtis - Dolophrosyne - Ephialtias - Erbessa - Erilyces - Euchontha - Euforbesia - Euscoturopsis - Getta - Glissa - Gnatholophia - Hadesina - Hyrmina - Isionda - Isostyla - Josia - Leptactea - Lyces - Macroneurodes - Mitradaemon - Momonipta - Monocreagra - Neolaurona - Oricia - Paradioptis - Pareuchontha - Phaeochlaena - Phalcidon - Phanoptis - Phavaraea - Phelloe - Phintia - Phryganidia - Polypoetes - Polyptychia - Pseuderbessa - Pseudoricia - Scea - Scedros - Scotura - Scoturopsis - Stenoplastis - Tanaostyla - Thirmida - Tithraustes - Tolimicola - Xenomigia - Xenorma - Xenormicola - Zunacetha

## Alcune specie

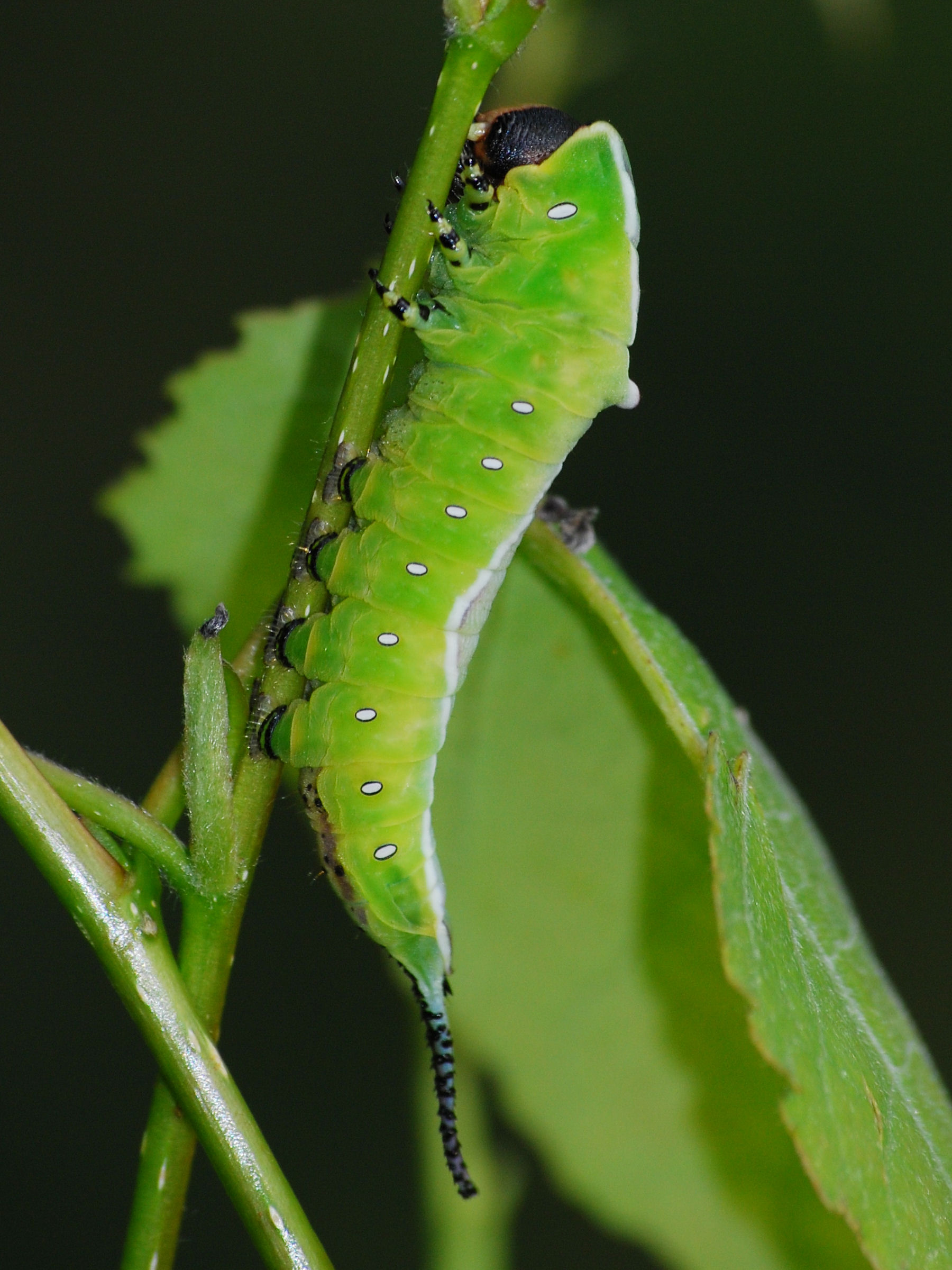
Cerura vinula  (larva) (Stauropinae)
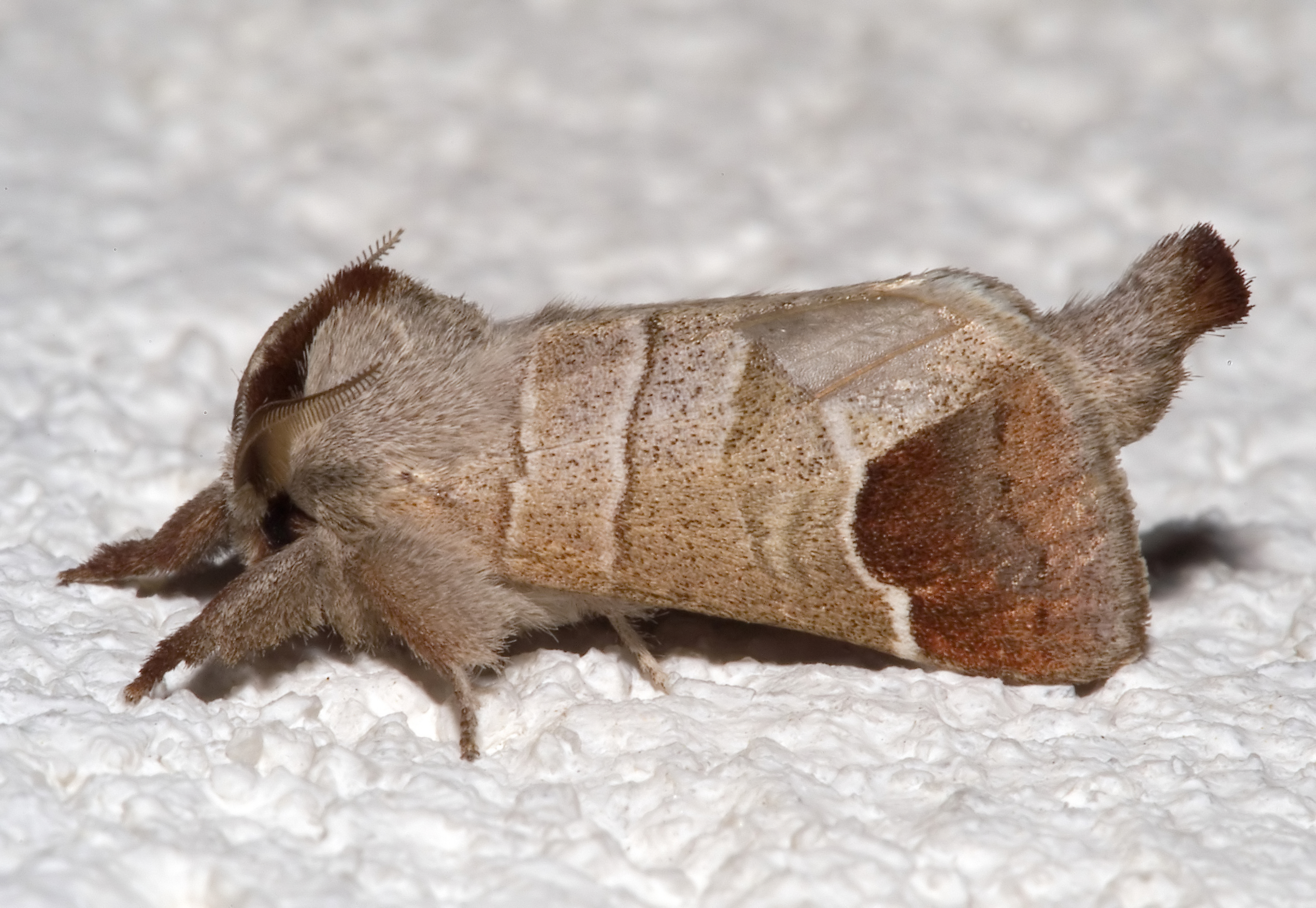
Clostera curtula (Pygaerinae)
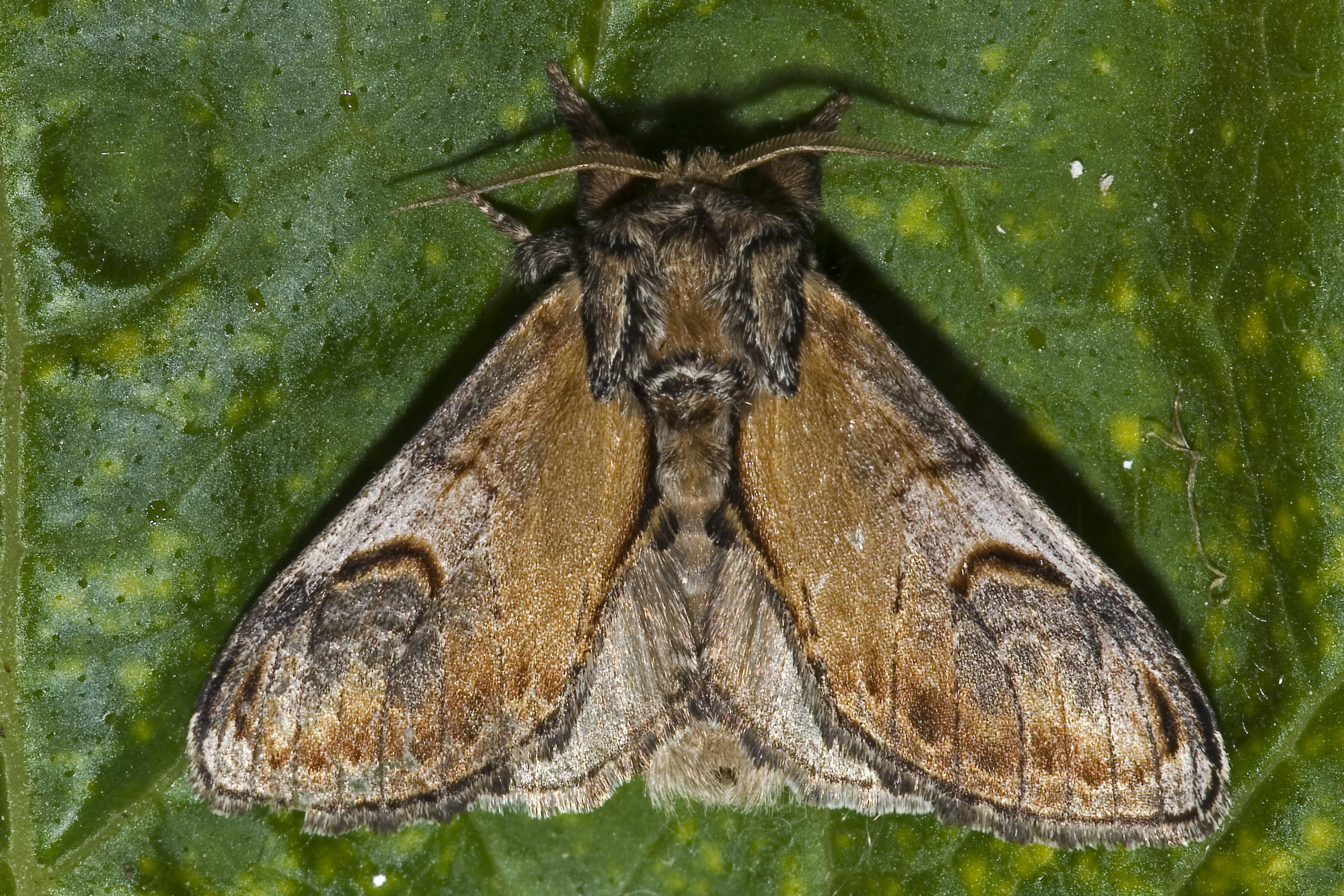
Notodonta ziczac (Notodontinae)
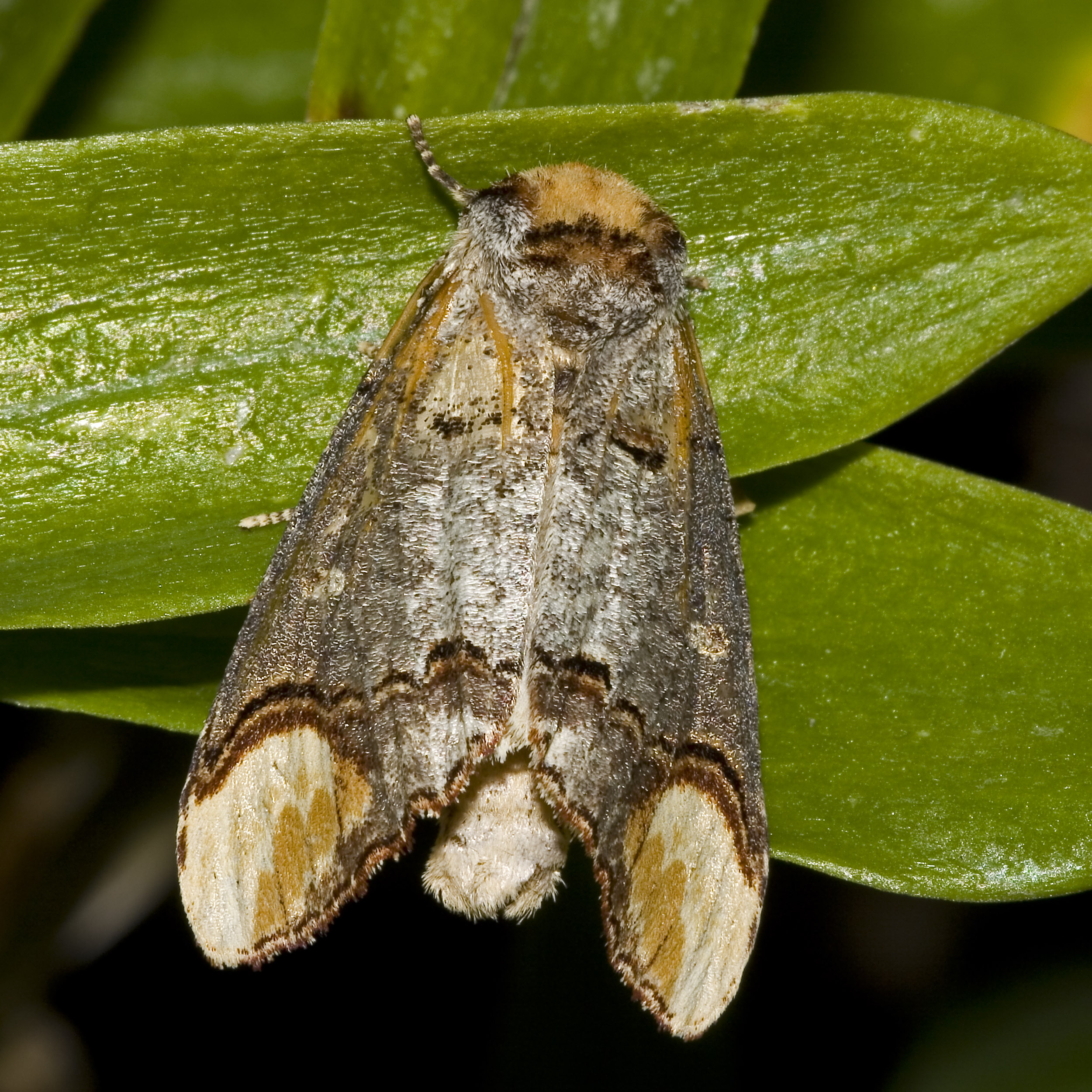
Phalera bucephala (Phalerinae)
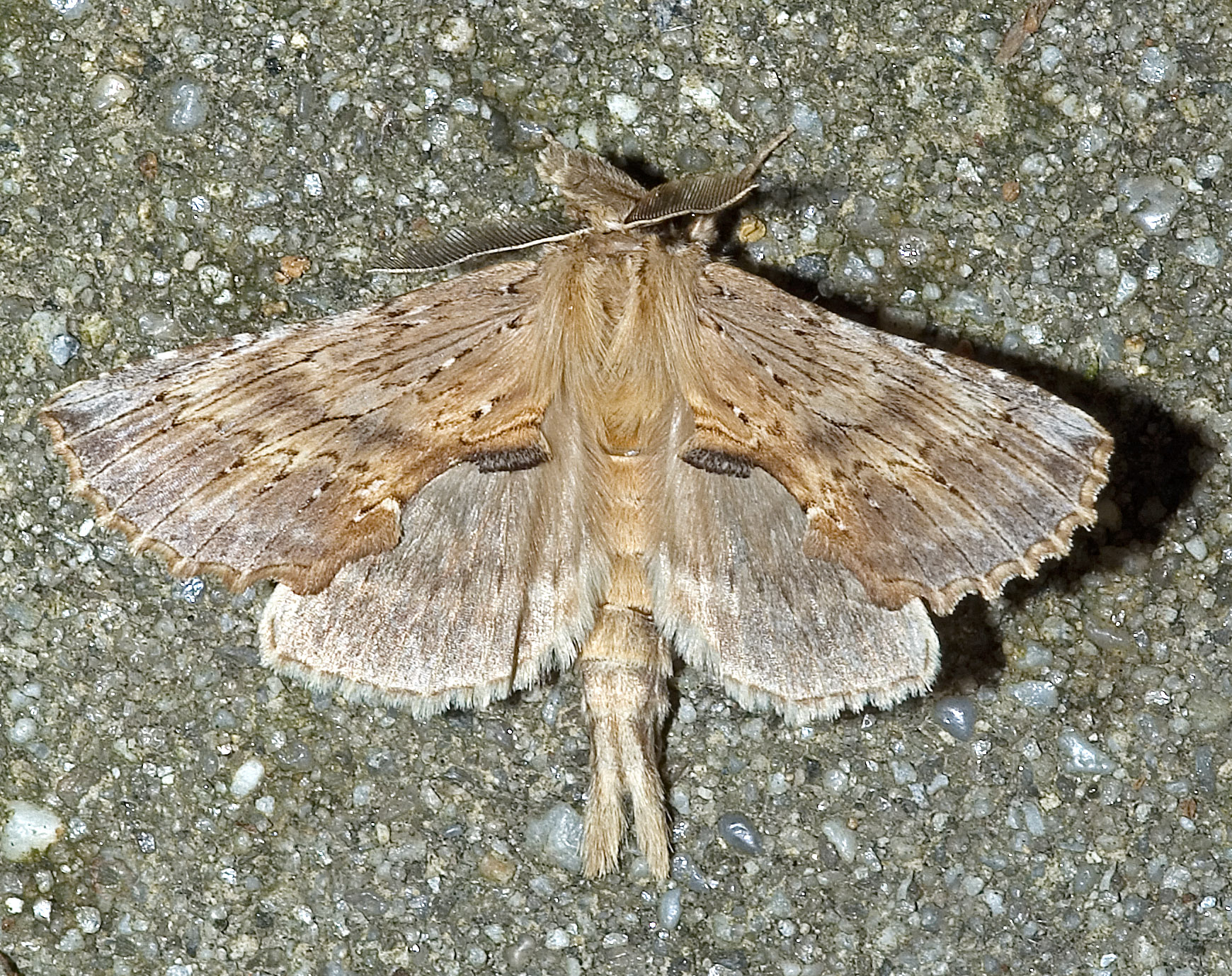
Pterostoma palpina (Ptilodoninae)
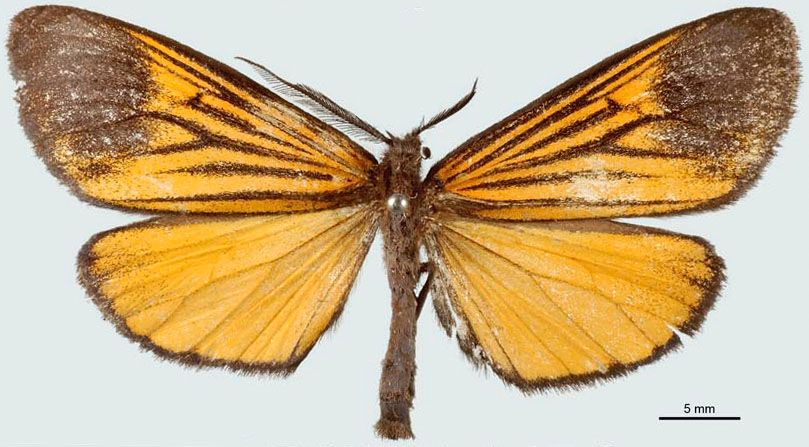
Scea circumscripta (Dioptinae)
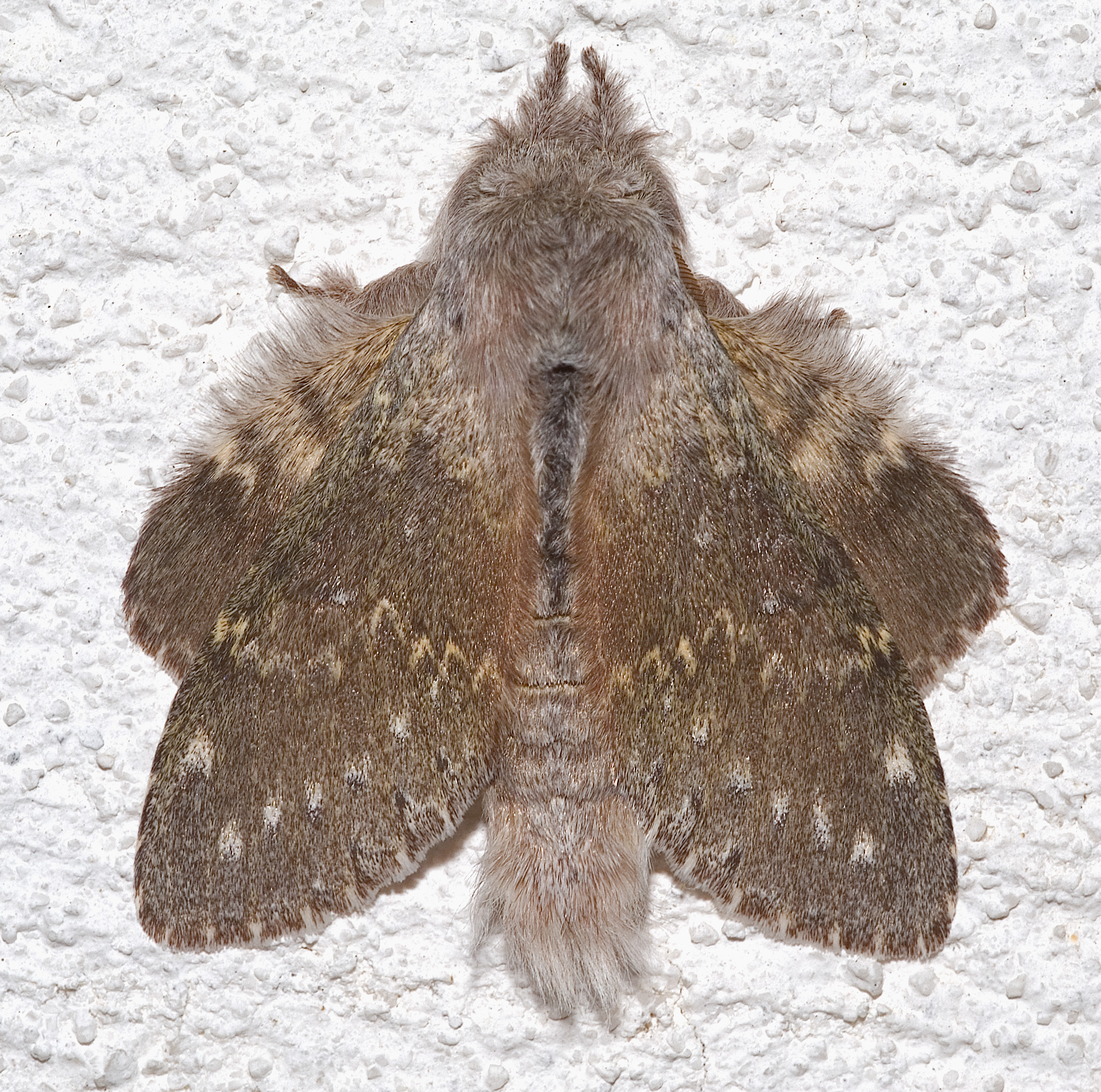
Stauropus fagi (Stauropinae)
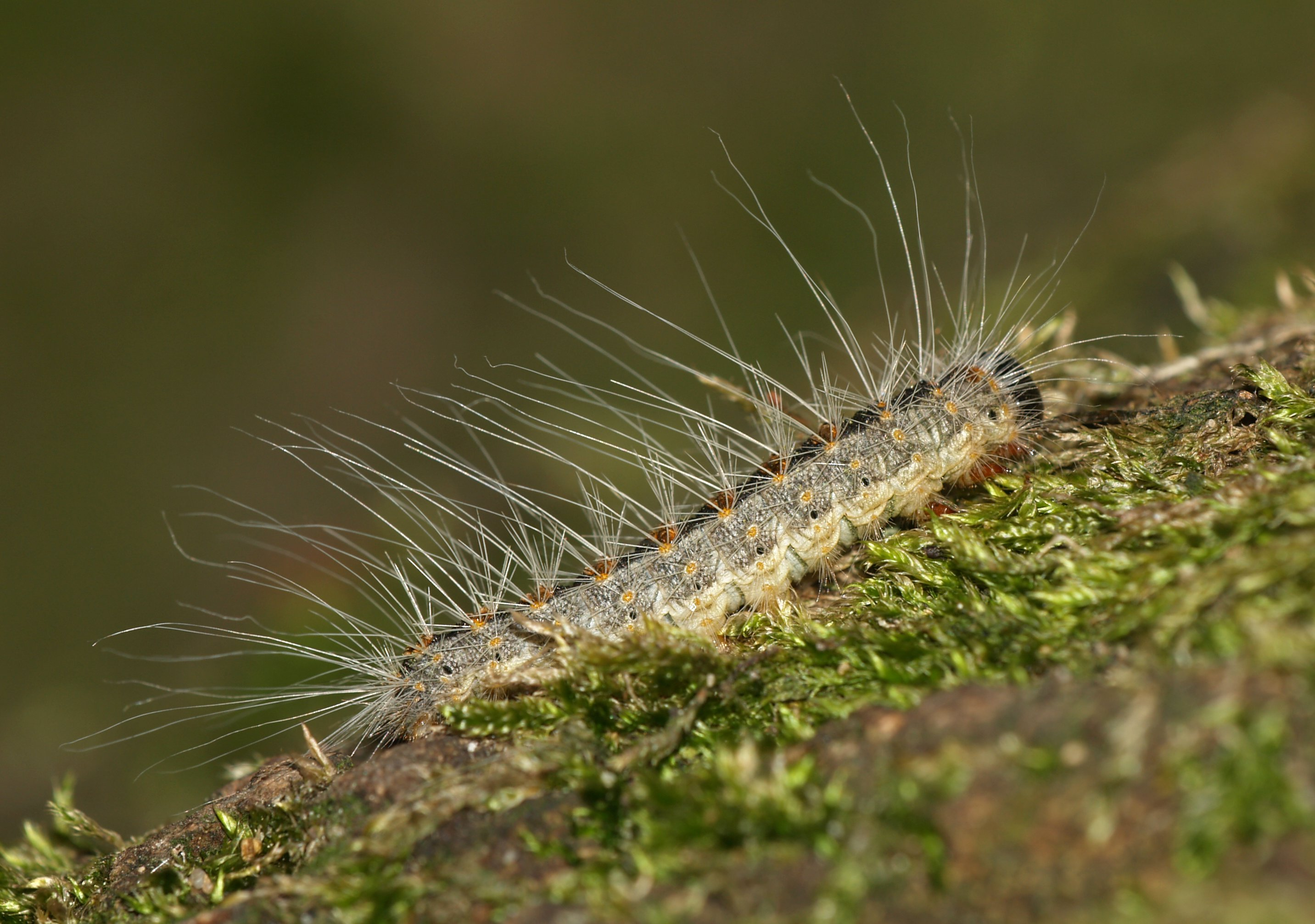
Thaumetopoea processionea (larva) (Thaumetopoeinae)
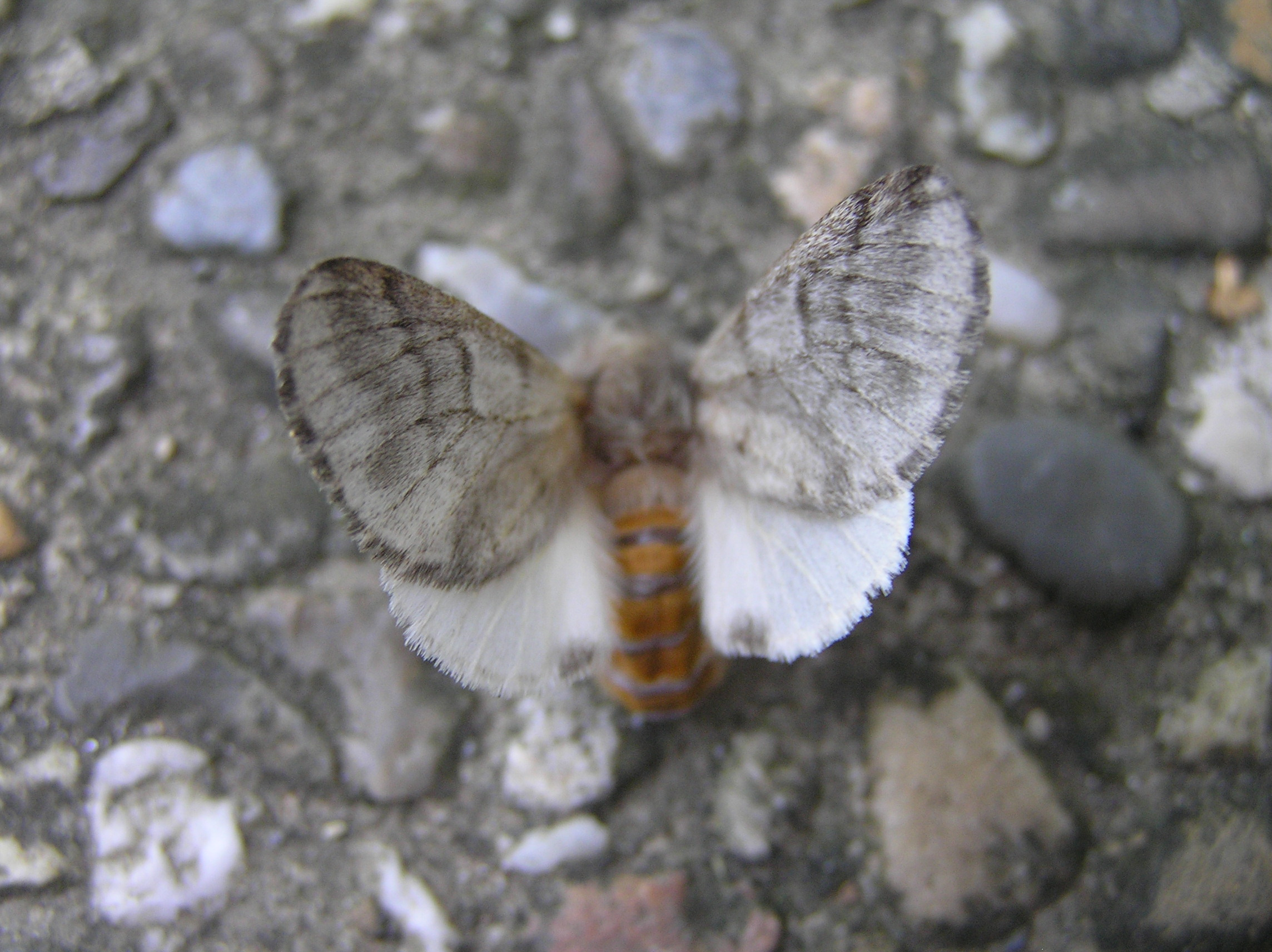
Thaumetopoea pityocampa (Thaumetopoeinae)